# Iridosornis
Iridosornis är ett fågelsläkte i familjen tangaror inom ordningen tättingar: Släktet omfattar fem arter som förekommer i Anderna från Colombia till västra Bolivia:
- Purpurryggig tangara (I. porphyrocephalus)
- Gulstrupig tangara (I. analis)
- Kanelbukig tangara (I. jelskii)
- Gyllenkronad tangara (I. rufivertex)
- Guldbandad tangara (I. reinhardti)